# Gathering of the Putrid Demons
Gathering of the Putrid Demons – trzeci album studyjny zespołu Anal Vomit wydany 1 września 2009 roku przez wytwórnię BlackSeed Productions.

## Lista utworów
1. „Intro / Gathering of the Putrid Demons” – 3:15
2. „Filthy Fuckers” – 3:04
3. „Narcomatanza” – 3:14
4. „Cocalus” – 3:52
5. „Into the Eternal Agony” – 2:36
6. „El principe fornicador” – 2:42
7. „Ripping Corpses” – 2:24
8. „Rotten Vomit” – 4:24
9. „Escaping” – 2:42
10. „Outro” – 1:35

## Twórcy
| Anal Vomit w składzie - M. R. Destructor – perkusja - Roy Noizer – gitary, gitara basowa Gościnnie - Possessor – wokal | Personel - John Agressor – realizacja nagrań, miksowanie, mastering - Roy Noizer – producent - Juanjo Castellano – projekt okładki |